# スパンタックス995便離陸失敗事故
スパンタックス995便離陸失敗事故（すぱんたっくす995びんりりくしっぱいじこ）は、1982年9月13日に発生した航空事故である。マドリード＝バラハス空港発マラガ空港経由ジョン・F・ケネディ国際空港行きのチャーター便だったスパンタックス995便がマラガ空港からの離陸中に、ノーズギアのタイヤが破損し、離陸中断を試みたが、オーバーランし炎上した。乗員乗客394人中50人が死亡した。

## 事故の経緯
スパンタックス995便は、9時36分にマドリード＝バラハス空港を離陸し、10時20分にマラガ空港へ着陸した。マラガ空港から251人の乗客を乗せ、滑走路14へ向かい、11時58分に離陸許可を受けた。V1速度の162ノット (300 km/h)に達する直前、ノーズギアのトレッドが外れ始め、機体が振動し始めた。離陸速度に達し、機長は離陸させようとしたが、制御できなくなる恐れがあるほど振動が大きすぎたため、離陸を中止した。その時点で、速度は184ノット (341 km/h)に達しており、滑走路の残りは4,250フィート (1,300 m)ほどだった。機長は逆推力装置を使って機体を停止させようとしたが、第3エンジンのスロットルを誤って離してしまい、左右の推力が非対称になり、機体は左に逸れていった。995便は110ノット (200 km/h)の速度で滑走路をオーバーランした。ILSアンテナに衝突し、第3エンジンが脱落、フェンスを突き破りハイウェイに突っ込んだ。その際、3台の車両を巻き込み、右翼が分解した。機体は、滑走路端から1,475フィート (450 m)地点で停止し、胴体後部が炎上した。

## 事故原因

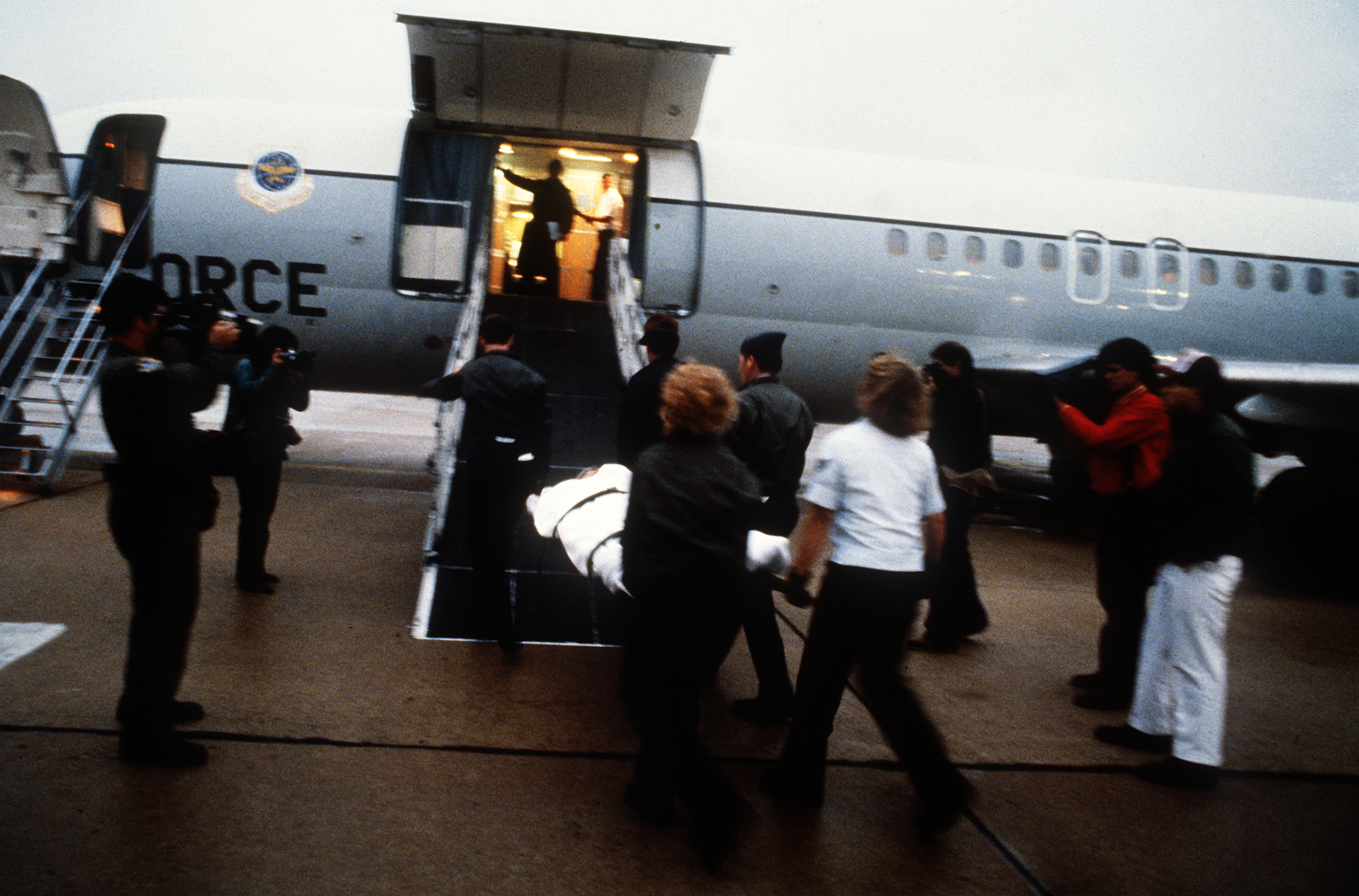
軍用機で搬送される重傷者

調査委員会は、異常な振動の原因が、ノーズギアの右車輪のトレッドが剥がれたためだとした。また、離陸速度を越えてからの離陸中止は乗員の訓練不足が影響したと述べた。離陸時のエンジン故障は訓練を受けていたが、車輪の故障時の対応などの訓練は受けていなかった。そのため、乗員は離陸中止の判断が適当であると考えてしまった。